# Juraj Dančík
Juraj Dančík (ur. 21 lutego 1982) – słowacki piłkarz występujący na pozycji obrońcy. Jego największym sukcesem jest mistrzostwo Słowacji w sezonie 2001/2002.